# Pseudecheneis sympelvica
Pseudecheneis sympelvica es una especie de peces de la familia Sisoridae en el orden de los Siluriformes.

## Morfología
• Los machos pueden llegar alcanzar los 5,7 cm de longitud total.

## Distribución geográfica
Se encuentra en la cuenca del río Mekong en el centro de Laos.